# 刀有良
刀有良，云南西双版纳人，中华人民共和国政治人物。
担任云南西双版纳副州长。1954年，当选第一届全国人民代表大会代表。